# Guerra del Sinaí
La guerra del Sinaí, llamada también crisis de Suez, guerra de Suez, segunda guerra árabe-israelí o Agresión Tripartita en el mundo árabe, fue una invasión británica-francesa-israelí de Egipto en 1956. Israel invadió el 29 de octubre, habiéndolo hecho con el objetivo principal de reabrir el Estrecho de Tirán y el Golfo de Aqaba, ya que el reciente endurecimiento del bloqueo egipcio de ocho años de duración impedía aún más el paso israelí. Después de emitir un ultimátum conjunto para un alto el fuego, el Reino Unido y Francia se unieron a los israelíes el 5 de noviembre, buscando deponer al presidente egipcio Gamal Abdel Nasser y recuperar el control del Canal de Suez, que Nasser había nacionalizado anteriormente al transferir el control administrativo de la Compañía del Canal de Suez, de propiedad extranjera, a la nueva Autoridad del Canal de Suez, de propiedad pública de Egipto.
La guerra fue una victoria militar para los tres aliados; pero también una derrota política, ya que la gran presión diplomática por parte de los Estados Unidos y de la Unión Soviética forzó a Francia, Reino Unido e Israel a retirar sus ejércitos. A pesar de la derrota Nasser salió reforzado ante el mundo árabe ya que Egipto mantuvo el control del canal. A cambio de retirar sus ejércitos del Sinaí, Israel obtuvo indirectamente de Egipto el compromiso de detener sus envíos de armamento a las guerrillas que luchaban contra Israel. Como resultado, las relaciones entre Egipto e Israel se tranquilizaron (en la medida en que esto era posible) por un tiempo. Además, un cuerpo especial de la ONU, conocido como UNEF por sus siglas en inglés, fue desplegado en la península del Sinaí, para interponerse entre israelíes y egipcios. El Canal de Suez estuvo cerrado desde octubre de 1956 hasta marzo de 1957. Las tensiones continuarían en la zona y acabarían desembocando en la guerra de los Seis Días de 1967.
La fuerte presión política de los EE. UU. y la URSS condujo a la retirada de los atacantes. El presidente de los Estados Unidos, Dwight D. Eisenhower, había advertido enérgicamente a Gran Bretaña que no invadiera; amenazó con dañar gravemente el sistema financiero británico vendiendo los bonos en libras esterlinas del gobierno estadounidense si no se retiraban. El primer ministro británico Anthony Eden acabó dimitiendo poco después. Los historiadores concluyen que la crisis «significó el final del papel de Gran Bretaña como una de las principales potencias del mundo». A esa pérdida de condición de potencia a nivel mundial (quedando subordinado a otros países) se le denomina "momento Suez".

## Causas

### Motivos para la intervención franco-británica
El canal de Suez, financiado por Francia y Egipto, comenzó a operar en 1869, y rápidamente se convirtió en un enlace vital entre el Reino Unido y su colonia más importante, la India Británica. Dada esta relevancia, el Reino Unido compró su participación al Gobierno egipcio. El canal conservó su importancia incluso tras la independencia de la India, puesto que se transformó en la principal ruta para transportar petróleo desde el golfo Pérsico a Europa, por lo que resultaba vital para todas las economías de Europa Occidental.

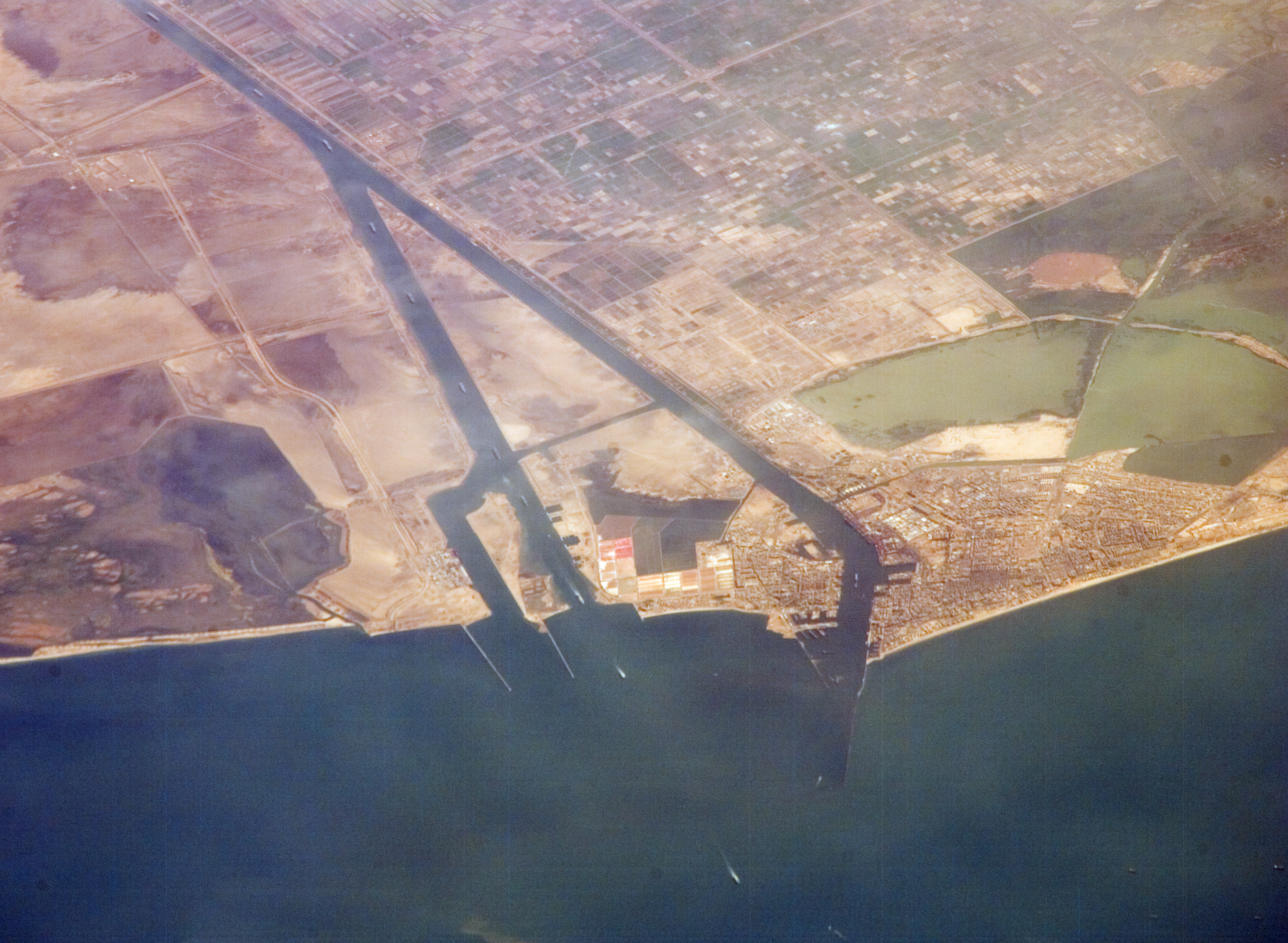
Puerto Saíd, en el acceso al canal de Suez desde el mar Mediterráneo.

El militar egipcio Gamal Abdel Nasser encabezó en 1952 un golpe de Estado contra el gobierno del rey Faruq I, tras el cual proclamó la república y reemplazó las políticas prooccidentales de la monarquía por una nueva política panarabista cercana al socialismo. En junio de 1956, Nasser fue elegido presidente y, como parte de su nueva política, implantó en el país lo que denominó el nacionalismo socialista árabe. Posteriormente, el gobierno de Nasser compró carros de combate a Checoslovaquia y reconoció diplomáticamente a la República Popular China. Egipto, con Nasser a la cabeza, desató una campaña antiimperialista,[cita requerida] por lo que buscó nacionalizar el canal de Suez (hasta ese momento en posesión anglo-francesa), algo que afectaba a los intereses económicos británicos y franceses en la zona, y firmó a su vez acuerdos de ayuda mutua con Siria y Jordania.[cita requerida]
La influencia del presidente Nasser en el mundo árabe le granjeó las antipatías del Reino Unido y de Francia. En consecuencia, británicos y estadounidenses se negaron a financiar la construcción de la presa de Asuán, como se habían comprometido con anterioridad. En respuesta a aquello, el presidente Nasser nacionalizó el canal el 26 de julio de 1956 con el objetivo de financiar tal construcción, lo que irritó considerablemente a franceses y británicos, principales accionistas del canal de Suez y máximos beneficiarios del petróleo que por él circulaba.[cita requerida]

### Motivos para la intervención israelí
En 1947 se aprobó el Plan de la ONU para la partición de Palestina, resolución que contemplaba la formación de dos Estados sobre el mandato británico. Los estados árabes circundantes, así como la dirigencia árabe-palestina, rechazaron este acuerdo y le declararon la guerra al Estado judío al momento de declarar su independencia, lo que provocó la guerra árabe-israelí de 1948, en la que participó, entre otros, el entonces Reino de Egipto. Esta guerra acabó con la victoria de Israel, que no solo obtuvo su independencia, sino que vio su territorio ampliado con respecto al trazado del plan original de la ONU.[cita requerida]
La victoria israelí causó  que la opinión pública de los países árabes demandara una nueva guerra para acabar con Israel. Nasser, como político nacionalista, no podía permanecer insensible a estas demandas, por lo que convirtió a su país en uno de los principales instigadores de la guerra de guerrillas contra los israelíes, de manera que guerrilleros fedayín operaban desde la franja de Gaza sobre territorio israelí desencadenando acciones violentas, que se intensificaron de manera importante en el año 1956.
Al nacionalizar el canal el 26 de julio de 1956, Nasser ordenó el bloqueo de los estrechos de Tirán, vía de acceso a Eilat, principal puerto mercantil israelí en el golfo de Aqaba, y que le permitía comunicarse con los mercados del Sudeste Asiático a través del mar Rojo y el Índico. En octubre de 1956, Egipto, Siria y Jordania firmaron una alianza militar, e incrementaron aún más la presión sobre Israel.[cita requerida]

## Desarrollo de las operaciones

### Plan de intervención en Egipto
Francia y el Reino Unido, contrariados por la nacionalización del canal de Suez, acordaron en una reunión en Sèvres (en las afueras de París) aliarse con Israel, que buscaba castigar a Egipto por su apoyo a las guerrillas árabes y su bloqueo de los estrechos de Tirán. El pacto alcanzado incluía una primera invasión israelí del Sinaí, seguida de una oferta de mediación anglofrancesa, que en caso de ser rechazada, se convertiría en casus belli contra Egipto.[cita requerida]

### Avance

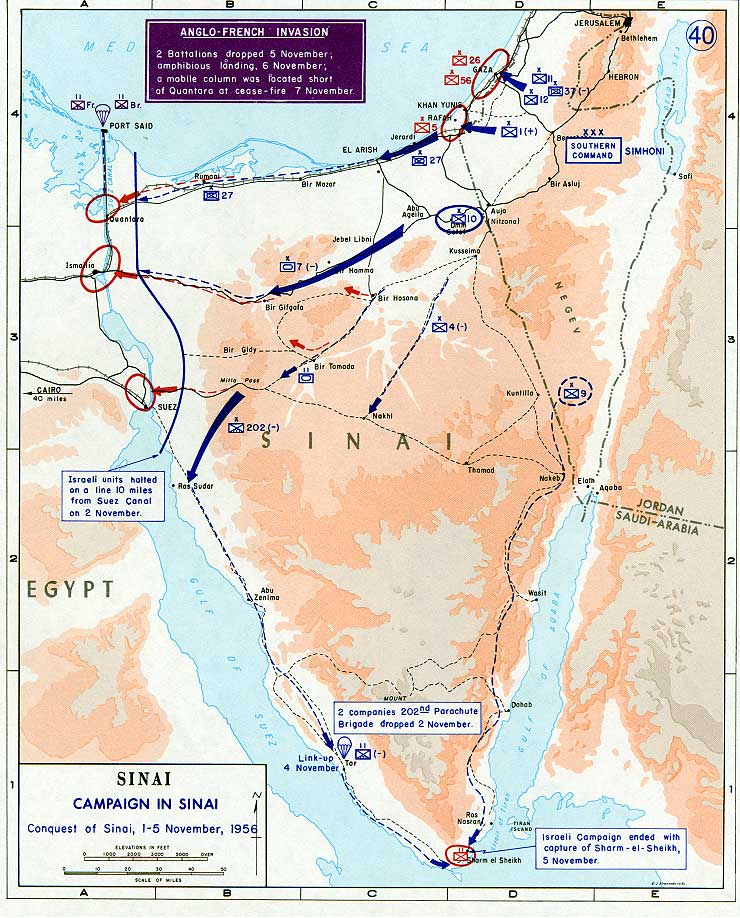
Avances israelíes en el Sinaí.

El 29 de octubre de 1956, Israel decretó la movilización de sus fuerzas armadas a través de una planificación eficiente en solamente cuatro días y lanzó la invasión del Sinaí y de la Franja de Gaza, que estaba ocupada y administrada por Egipto desde la firma del armisticio al final de la guerra de 1948, alcanzando rápidamente la zona del canal de Suez. El desarrollo del conflicto fue exitoso para los israelíes al introducir el factor sorpresa, la cual afectó en todos sus aspectos al ejército egipcio.[cita requerida]
La subsiguiente oferta de mediación de Francia y el Reino Unido fue rechazada por Egipto, tal como esperaban, por lo que los dos países europeos comenzaron a bombardear suelo egipcio desde sus bases en Chipre y Malta el 31 de octubre. Reino Unido y Francia reunieron 80 000 hombres y una flota de más de 100 barcos, entre los que había 7 portaaviones. Nasser respondió hundiendo barcos comerciales en el canal, hasta un total de 40, lo que convirtió a la región en intransitable hasta principios de 1957. Los bombardeos fueron seguidos por un despliegue de paracaidistas en Puerto Saíd a partir del día 5 de noviembre, donde aviones y buques ingleses y franceses intervinieron en el conflicto para proteger el canal de Suez, atacando Puerto Saíd y Puerto Fuad, por lo cual las tropas israelíes detuvieron su avance a 16 kilómetros al este del canal, situación que fue rechazada por los Estados Unidos, lo que permitió a Nasser la nacionalización del canal el mismo día que Israel completaba la conquista del Sinaí.[cita requerida]

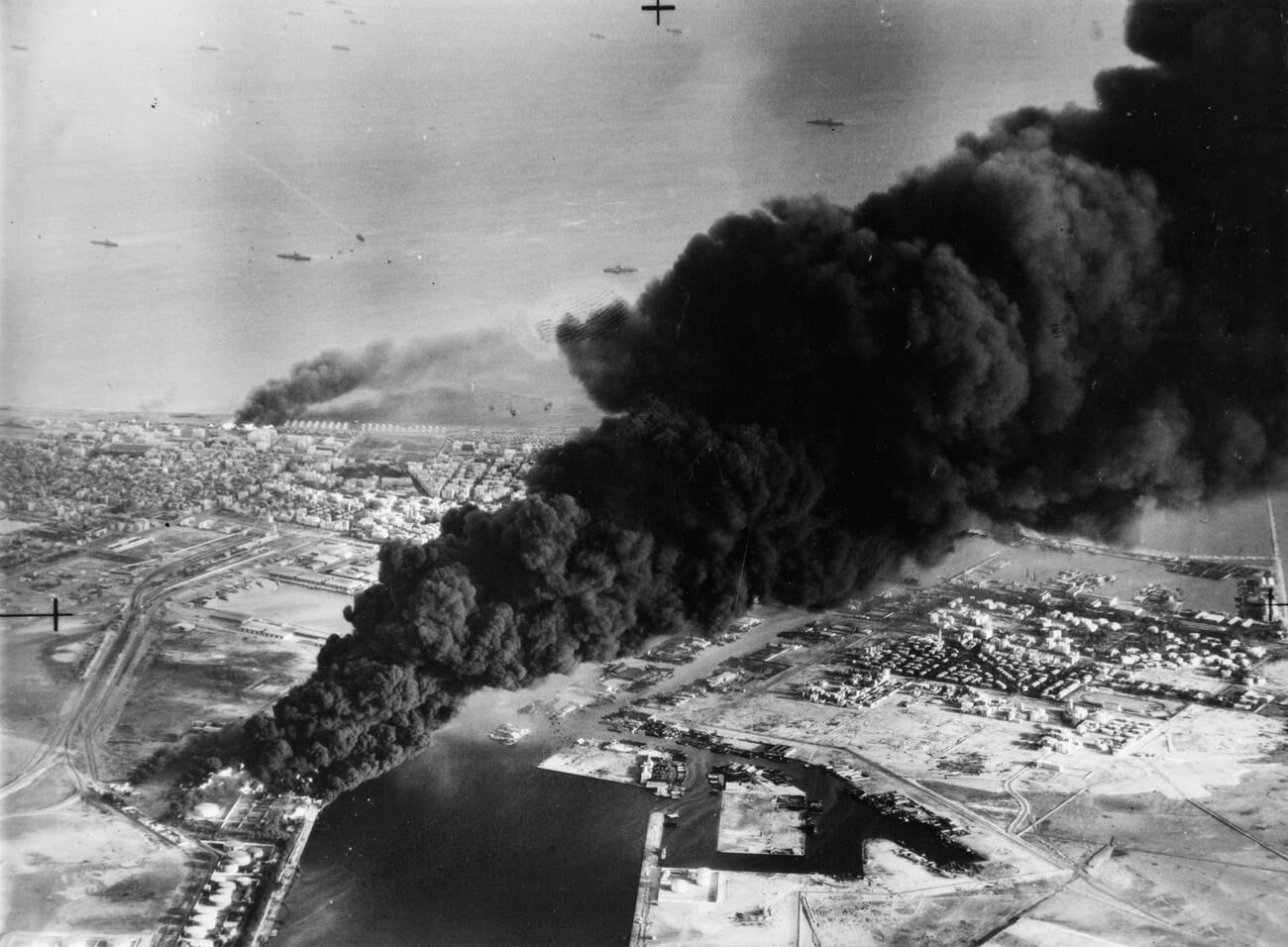
Columna de humo en Puerto Saíd tras el primer asalto anglofrancés, el 5 de noviembre de 1956.

El día decisivo fue el 4 de noviembre, cuando definitivamente quedó la península del Sinaí en poder del ejército israelí, que completó la ocupación de dicha zona (con excepción de la franja ribereña del canal) derrotando al ejército egipcio. El 5 de noviembre de 1956 se dispuso el alto el fuego por parte de la ONU.[cita requerida]
Posteriormente, la ONU acordó la retirada de las fuerzas israelíes de la península del Sinaí y de la Franja de Gaza, del mismo modo que accedió a reconocer la frontera egipcio-israelí como una línea de tregua, la misma existente antes del conflicto acordada en el armisticio de 1949, siendo garantizada por las Fuerzas de Emergencia de las ONU que se instalaron en territorio egipcio, ya que Israel no aceptó la instalación en su territorio de fuerzas de paz, acordándose la libre navegación de buques israelíes en el estrecho de Tirán.[cita requerida]

### Retirada
Los Estados Unidos y la Unión Soviética estaban en contra de la intervención de la triple alianza por distintas razones. Los soviéticos se habían convertido en uno de los principales aliados de Siria, y buscaban incrementar su popularidad en el mundo árabe. Los estadounidenses, por su parte, alegaron no haber sido informados de la invasión por sus aliados, y la administración de Dwight Eisenhower tenía que demostrar al mundo que no permitiría esa clase de comportamientos por parte de sus aliados si pretendía que sus denuncias de la intervención soviética en la Revolución húngara de 1956 tuvieran alguna clase de credibilidad. El 30 de octubre de 1956, EE. UU. llevó al Consejo de Seguridad una resolución que pedía la retirada israelí del Sinaí, aunque fue vetada por Francia y el Reino Unido.[cita requerida]
La amenaza económica estadounidense, unida a la amenaza de agresión de la Unión Soviética —que dijo que planeaba usar «modernas armas de destrucción» contra Londres y París—, fue determinante para la retirada de las fuerzas anglofrancesas e israelíes del Sinaí. Esta retirada fue auspiciada por Lester Pearson, quien sugirió la creación de un cuerpo especial de interposición, la UNEF y los Cascos Azules, entre Egipto e Israel, sugerencia que fue aprobada en la ONU y que más tarde le valió a Pearson el Premio Nobel de la Paz de 1957.[cita requerida]
La retirada de los tres aliados se completó a principios de 1957. Israel había conseguido sus objetivos principales de asegurar el paso libre de barcos en los estrechos de Tirán y el final de las incursiones guerrilleras dentro de su territorio. Por su parte, ni el Reino Unido ni Francia consiguieron evitar la nacionalización del canal de Suez. Perdieron influencia mientras que los Estados Unidos se convirtieron en pieza clave de la política en Oriente Medio.[cita requerida]

## Consecuencias

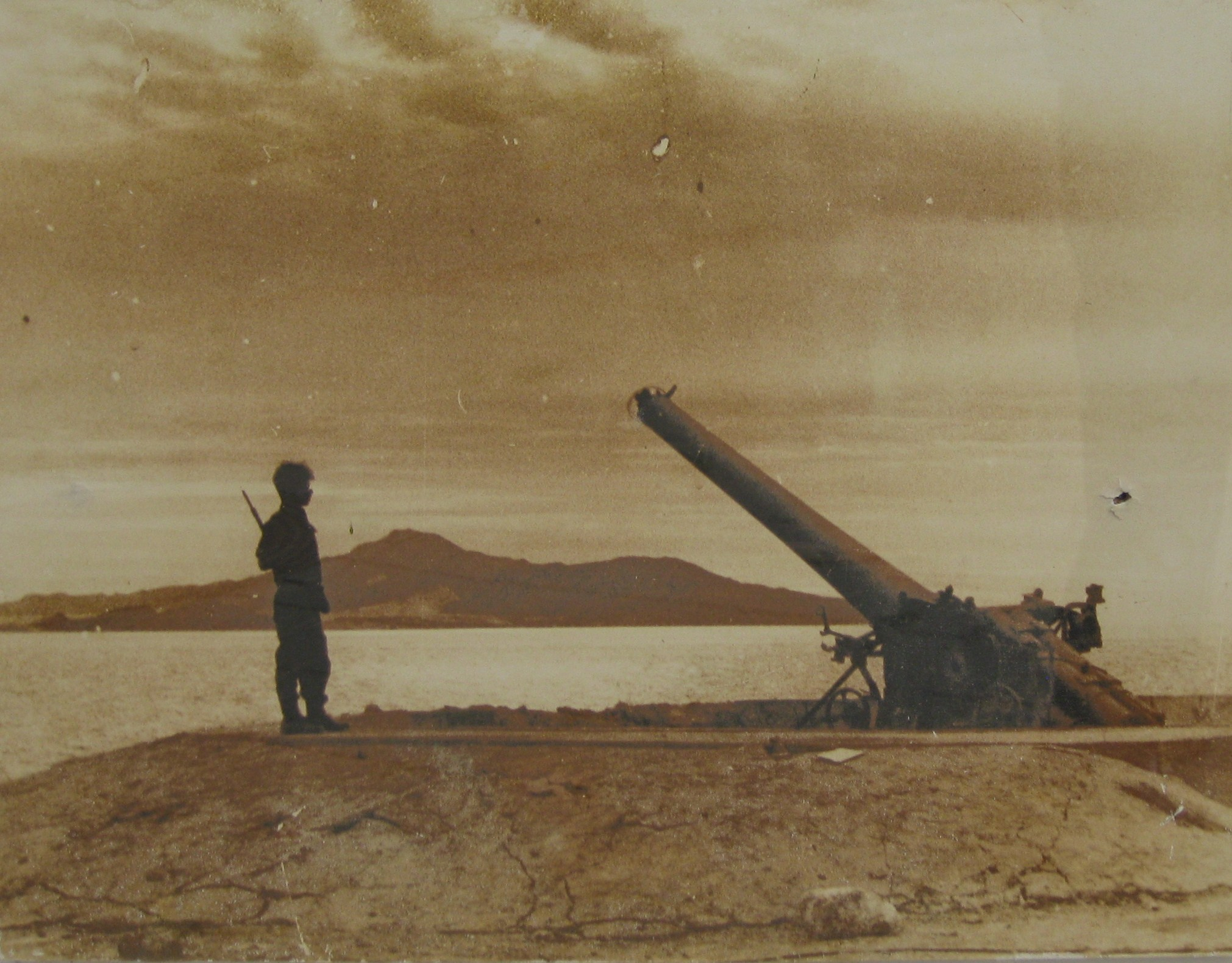
Soldado israelí junto a un cañón egipcio que bloqueaba los estrechos de Tirán.

Para franceses y británicos, la retirada forzada de la guerra fue una comprobación desalentadora de que ya no eran más que potencias subordinadas a los dos grandes poderes que imperarían desde entonces: los Estados Unidos y la Unión Soviética. El primer ministro británico, Anthony Eden, presentó la dimisión por la participación de su país en la guerra, mientras que en Francia, Charles de Gaulle aumentó su desconfianza hacia los Estados Unidos, lo que propició la retirada francesa de la estructura militar de la OTAN en 1966, no reintegrándose hasta 2009 por Nicolas Sarkozy.
En Israel, la retirada forzosa dejó un sentimiento mixto, ya que aunque el ejército israelí no había encontrado ningún obstáculo serio en su avance por el Sinaí y su consiguiente victoria militar, demostró su poderío como fuerza militar y potencia en la región, a pesar de que ninguno de los objetivos políticos de la guerra había sido alcanzado, pues Egipto no se comprometió a modificar su actitud hacia Israel, aunque, al menos, reabrió el paso de los estrechos de Tirán a la circulación de barcos israelíes y permitió el asentamiento de la UNEF en la frontera entre los dos países. [cita requerida]

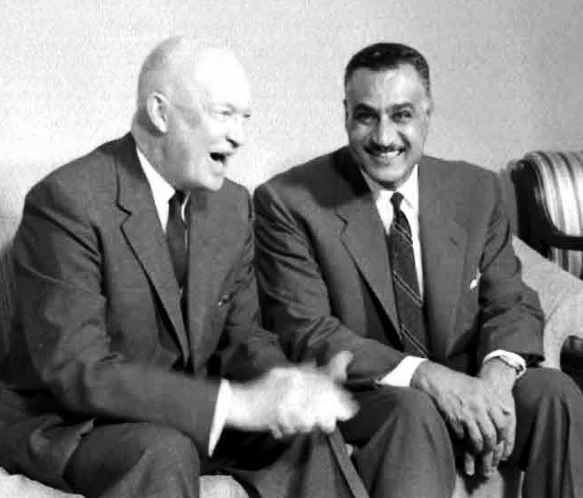
Los presidentes Eisenhower y Nasser reunidos en Nueva York, año 1960.

Nasser se alzó como el claro beneficiado de la guerra. Aunque militarmente solo obtuvo fracasos, políticamente salió reforzado ya que el canal continuó nacionalizado como propiedad del Estado egipcio y, ante los ojos de la opinión pública árabe, se había opuesto al Reino Unido, a Francia, y, sobre todo a Israel, sin haber sido derrocado del poder. Nasser fue aclamado como un héroe en el mundo árabe.[cita requerida]
Sin un cambio de actitud por ninguna de las partes, era evidente que la crisis entre Israel y Egipto no tardaría en repetirse. En junio de 1967, tras un nuevo bloqueo egipcio de los estrechos de Tirán, estalló la guerra de los Seis Días, continuación natural de esta guerra.[cita requerida]
No se obtuvo la paz, sino que se volvió a la misma situación antes del inicio del conflicto y las Fuerzas de Emergencia de la ONU tomaron posesión a lo largo de la frontera de ambos países, cuyo objetivo era el de asegurar el cumplimiento del cese de las hostilidades.[cita requerida]
La Unión Soviética logró importantes avances en lo que respecta a influencia en Oriente Medio. Como escribió el historiador estadounidense John Lewis Gaddis:

Cuando la invasión británica, francesa e israelí los obligó a elegir, Eisenhower y Dulles se pusieron, con una decisión inmediata, del lado de los egipcios. Preferían alinearse con el nacionalismo árabe, incluso si eso significaba distanciarse de los electores pro israelíes en vísperas de una elección presidencial en los Estados Unidos, incluso si eso significaba arrojar a la alianza de la OTAN a su crisis más divisoria hasta ahora, incluso si eso significaba arriesgar lo que quedaba de la "relación especial" angloestadounidense, incluso si eso significaba votar con la Unión Soviética en el Consejo de Seguridad de las Naciones Unidas en un momento en que los propios rusos estaban invadiendo Hungría y aplastando -mucho más brutalmente que todo lo que sucedió en Egipto- una rebelión contra su propia autoridad allí. Se podría pensar que el hecho de que la propia administración de Eisenhower ejerciera una presión económica aplastante sobre los británicos y los franceses para que se desvincularan de Suez, y que posteriormente obligara también a Israel a retirarse del Sinaí, le granjearía a Estados Unidos la gratitud duradera de Nasser, los egipcios y el mundo árabe. En cambio, los estadounidenses perdieron influencia en Oriente Medio como resultado de Suez, mientras que los rusos la ganaron.

### Impacto
Como consecuencia de la guerra, se produjo un racionamiento del combustible que afectó directamente a la vida, a la industria y al comercio en general de los países europeos. Las ventas de automóviles cayeron y algunas competiciones automovilísticas se paralizaron, como el Circuit of Ireland Rally.